# Viktor Kos
Viktor Kos, slovenski rimskokatoliški duhovnik, * 4. september 1899, Podmelec, † 22. julij 1987, Šempeter pri Gorici.
Rodil se je v kmečko družino očetu Andreju ter materi gospodinji Mariji, rojeni Ortar. Ljudsko (osnovno) šolo je obiskoval v Podmelcu. Med leti 1911 in 1916 se je šolal na gimnaziji v Gorici ter nato v Trstu med leti 1916 in 1919. V letih 1917–1918 je bil v vojski. Leta 1920 je maturiral v Gorici. V Gorici je med leti 1920 in 1923 študiral bogoslovje in 1. julija 1923 prejel sveto mašniško posvečenje.
Med leti 1923 in 1925 je kot kaplan služboval v Bovcu, nato med leti 1925 in 1927 kot kurat v Logu pod Mangartom, kot župni upravljavec med leti 1927 in 1932 v Žabnicah, kjer je upravljal tudi cerkev na sv. Višarjah. Kasneje je kot župnik in dekan med leti 1932 in 1971 deloval v Komnu. 
Septembra 1943 je bil s strani nemških okupacijskih oblasti za nekaj časa zaprt. Kosa so Nemci 2. februarja v povračilni ukrep za partizanski napad na nemško kolono skupaj z okrog 1100 vaščani odpeljali v koncentracijsko taborišče Neumarkt na Bavarskem. Tam je Kos med taboriščniki opravljal duhovno delo, krstil je 65 otrok in pokopal 50 ljudi. Po osvoboditvi taborišča s strani ameriške vojske se je 20. julija 1945 vrnil v Komen. Po vojni je objavil dve deli o internaciji in njegovih spominih na Neumarkt.
Leta 1964 je prejel častni naziv monsinjorja. Leta 1971 je odšel v Šempeter pri Gorici, kjer je nato do smrti opravljal delo bolniškega kurata. Leta 1973 je na Sveti gori maševal zlato mašo. Leta 1999 so mu v Komnu odkrili spominsko ploščo.